# María de Guevara y Ayala
María de Guevara y Ayala (ca. 1416-1482) fue una dama de la nobleza castellana que ostentó el señorío de Herramélluri (La Rioja).

## Orígenes familiares
Fue la hija menor de Pedro Vélez de Guevara, señor de Oñate, y de Constanza de Ayala, que fue señora de Ameyugo, Herramélluri y Tuyo, así como poseedora de derechos en otros muchos lugares. Era bisnieta del famoso canciller, poeta y cronista, Pedro López de Ayala (1332-1407).

## Biografía
Se desconoce su fecha exacta de nacimiento, aunque sabemos que, al igual que su hermana Isabel de Guevara, en 1422, cuando falleció su padre, no alcanzaba todavía la edad de diez años. Contrajo matrimonio con Lope de Rojas, hijo a su vez de Ruy Díaz de Rojas y de María de Guevara, hija de Beltrán Vélez de Guevara y de Mencía de Ayala.No tuvieron descendencia.
Entre sus actuaciones más destacadas cabe mencionar la sentencia arbitral que pronunció en 1446 junto con el doctor Diego García de Santo Domingo y el bachiller Martín Fernández de Paternina, ambos expertos en leyes, para establecer los términos y comunales entre la villa de Antoñana y el lugar de Bujanda(Álava). El que se confiara a una mujer la decisión de una sentencia arbitral equivalía a encargar a una mujer la responsabilidad del ejercicio de la justicia, ya que era habitual en la época resolver pleitos mediante el procedimiento judicial del arbitraje. Se trata además de un conflicto que implica a comunidades campesinas, de manera que todo indica que María de Guevara era considerada en la zona una persona de autoridad.
A la muerte de su madre en torno a 1472, recibió el señorío sobre el lugar de Herramélluri con todas sus pertenencias, que incluían vasallos y una casa torre.Conservó los derechos señoriales sobre este lugar hasta su muerte en un momento indeterminado de finales de 1482. Murió sin testar, indicando en un manuscrito de últimas voluntades su deseo de legar el conjunto de su patrimonio a los monjes jerónimos. Esta circunstancia, unida al interés de su hermano Íñigo de Guevara, señor de Oñate y Adelantado de León, por aunar el conjunto de las propiedades de sus progenitores, derivaron en un litigio entre las partes. El resultado, después de un largo proceso que se prolongó hasta 1498, fue favorable a los jerónimos.Íñigo de Guevara también se enfrentó en un pleito con su hermana Isabel de Guevara.